# Jacques Féréol Mazas
Jacques Féréol Mazas — né le 23 septembre 1782 à Lavaur, et mort le 26 août 1849 à Bordeaux — est un violoniste et pédagogue de violon français.

## Biographie
Il est l'élève brillant de Pierre Baillot au Conservatoire de Paris où il recevra le premier prix en 1805. En 1808, il joue un concerto pour violon que Auber lui a dédié. Ensuite, il donna des concerts dans toute l'Europe entre 1811 et 1829. Ce n'est qu'en 1831 qu'il prend un poste fixe comme premier violon au théâtre du Palais Royal. Peu après, il est « directeur des concerts » à Orléans, où il dirige l'opéra comique en une scène « Kiosque ». De 1837 à 1841, il est directeur du Conservatoire de Cambrai.
Ses œuvres sont en majeure partie des études et duos pour des jeunes violonistes de tout degré de formation. Il a ainsi rédigé une méthode pour violon et une méthode pour alto. 

## Quelques œuvres
- 75 Études, éditées en trois livres

1. Études spéciales
2. Études brillantes
3. Études d'artistes (considérées comme préparation des 24 Caprices de Paganini)

- 12 Petits duos pour deux violons op.38
- Six duos faciles pour deux violons dédiés aux élèves, op.61
- Six duos concertants pour deux violons op.71
- Le Songe : Fantaisie sur La Favorite, op.92, pour alto et piano
- Rondeau du Freischütz  (Weber) op.44/1
- Polonaise du Freischütz (Weber) op.45/1
- Polonaise sur un motif de Rossini op.45/2

- Opéra : Coxinne au Capitole
- Opéra comique : Mustapha

Voir aussi : Liste des violonistes